# 九七式軽爆撃機
キ30 九七式軽爆撃機
飛行第31戦隊の九七式軽爆撃機（キ30）
- 用途：爆撃機
- 分類：軽爆撃機（攻撃機）
- 設計者：河野文彦[1], 大木喬之助, 水野[注釈 1]
- 製造者：三菱重工業
- 運用者：日本（陸軍）
- 初飛行：1937年
- 生産数：約686機
- 運用状況：退役

九七式軽爆撃機（きゅうななしきけいばくげきき）は、大日本帝国陸軍の軽爆撃機。略称・呼称は九七式軽爆、九七軽爆など。試作名称（機体計画番号。キ番号）はキ30。連合軍のコードネームはAnn（アン）。九七式単軽爆撃機（きゅうななしきたんけいばくげきき）とも。開発・製造は三菱重工業。

## 概要
1936年（昭和11年）、九三式双発軽爆撃機（キ2）の後継機開発指示に三菱が参加、採用されたのがキ30である。この後継機開発においては三菱と川崎航空機の競作になったが、九七式司令部偵察機（キ15）の基本設計を流用する形で手堅くまとめた三菱の機体が勝者となった（後に川崎の機体も九八式軽爆撃機として採用された）。1937年（昭和12年）2月に試作1号機が完成し、増加試作機を16機製造したのち1938年（昭和13年）6月に陸軍最初の単発単葉軽爆撃機、九七式単軽爆撃機として制式採用された（後に九七式軽爆撃機と改称）。しかし、仮制式採用時の同年3月には既に中国大陸に展開する部隊に配備が始まっており、実戦にも参加していた。
機体の稼働率は高く実用性に優れており、実施部隊での評判は高かった。また、本機は急降下爆撃が可能であった（ただしダイブブレーキはついていない）。そのため支那事変（日中戦争）の中期以降は主力軽爆撃機として、各地で活動した。しかし、胴体内の爆弾倉のため前後の座席の間隔が広くなり過ぎて乗員間の連絡に支障をきたす点が欠点として指摘された。また、軽爆撃機としてはやや運動性が鈍い機体でもあった。前者の欠点は、九九式襲撃機（キ51）の開発時に考慮されることとなった。1941年（昭和16年）頃までは第一線機として配備されていたが、それ以降は旧式化により急速に前線から引き上げられた。太平洋戦争の末期には特攻機として使用された機体もあった。
生産は1940年（昭和15年）まで続けられ、三菱で636機生産された他、陸軍航空工廠でも約50機程生産されている。派生型として、試作1号機は以後に製造された機体とは異なり「ハ6」エンジンを装備していた他、三菱が1機を自主製作した「ハ101」装備の発動機空中実験機「MZ-1」があり、陸軍払い下げの社用機という形で太平洋戦争終戦まで用いられた。また、1940年に当時の同盟国であるタイへ24機が供与され、M103「ナゴヤ」という名称で同国空軍で使用された。「ナゴヤ」という名前は、当時生産工場のあった名古屋市にちなむものである。

## 諸元
- 全長： 10.34m
- 全幅： 14.55 m
- 全高： 3.66 m
- 主翼面積： 30.58m2
- 自重： 2,230 kg
- 全備重量： 3,322 kg
- エンジン： 中島ハ5 空冷星型14気筒エンジン850HP×1
- 最大速度： 423 km/h
- 航続距離： 1,700km
- 実用上昇限度： 8,600 m

- 乗員： 2名
- 武装： 
  - 7.7mm機関銃×2
  - 爆弾　最大450kg